# E (État)
Cette page contient des caractères spéciaux ou non latins. S’ils s’affichent mal (▯, ?, etc.), consultez la page d’aide Unicode.
Pour les articles homonymes, voir E.
XIIe siècle av. J.-C. – 863 av. J.-C.
E ou l’État d’E (chinois : 鄂國 ; chinois simplifié : 鄂国 ; pinyin : Èguó ; zhuyin : ㄜˋㄍㄨㄛˊ) est un État du centre de l’actuelle Chine au temps de la dynastie Shang (1600–1046 av. J.-C) qui disparaît durant la période des Zhou de l'Ouest en 863 av. J.-C. Les E se sont déplacés au cours de l’histoire depuis leur territoire originel du sud de l’actuelle province de Henan vers la province de Hubei.

## Origine
Diverses hypothèses existent concernant l’origine des E, par exemple en proposant une ascendance Baiyue (peuplades dites barbares du premier millénaire av. J.-C), ou Daxi (culture néolithique). Une autre théorie avance que des descendants de l’empereur Jaune nommés Jí (姞) auraient été récompensés par le roi Shang Di Xin par des terres situées dans les environs du moderne Xian de Xiangning, qui serait donc devenu l’État d’E.

## Histoire

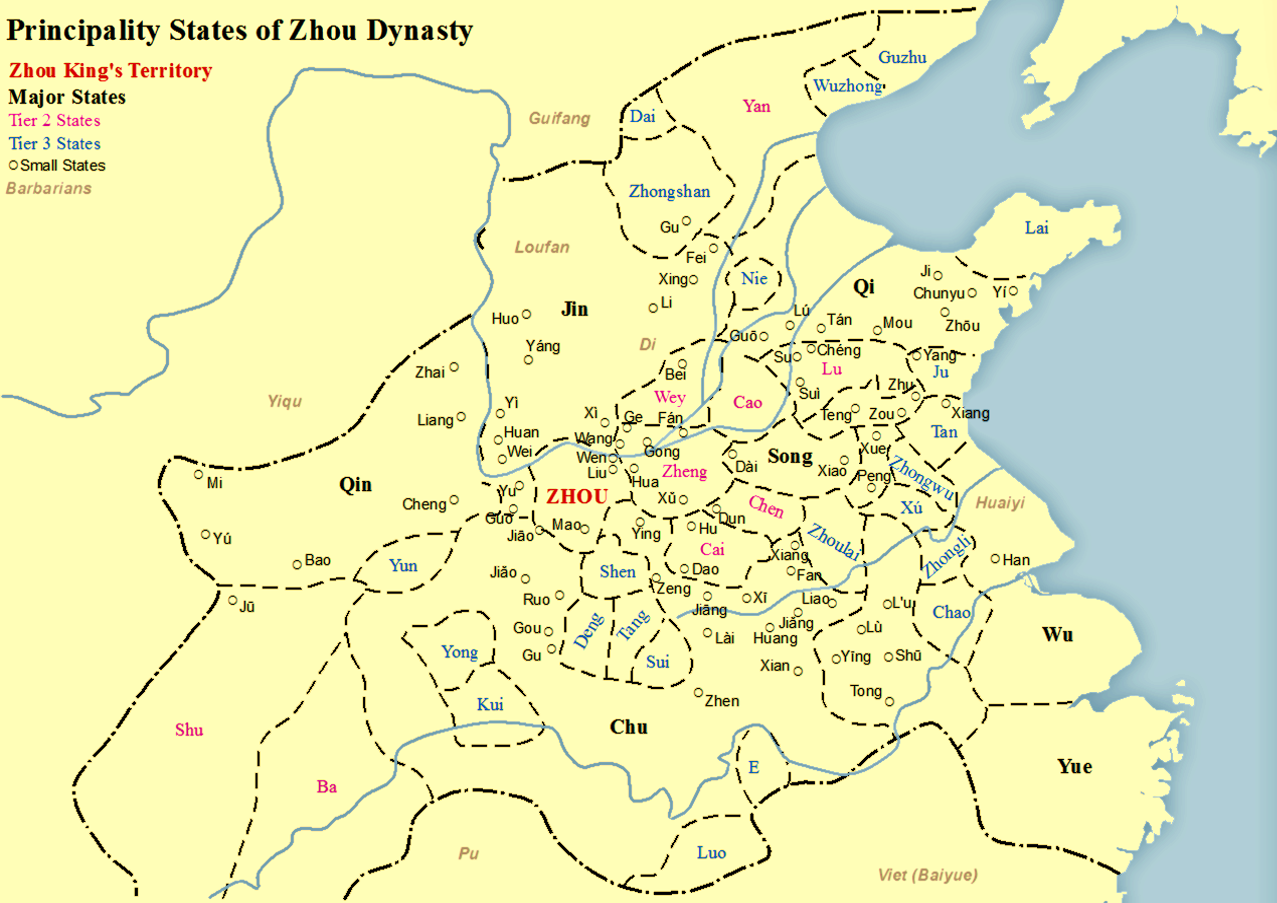
Carte des états de la dynastie Zhou (E se trouve à la frontière sud).

Après la rébellion des E contre les Zhou occidentaux, Xiong Qu (熊渠), le vicomte de Chu, détruisit l’État d’E en 863 av. J.-C., sous le règne du roi Zhou Yi, et attribua les terres conquises à son fils Xiong Zhi (熊摯). La destruction de l’État d’E est inscrite sur un tripode ding en bronze, identifié sous le nom de Yu Ding (禹鼎),.